# ريميرتون
ريميرتون (بالإنجليزية: Remerton, Georgia)‏ هي مدينة تقع في مقاطعة لاونديز، جورجيا بولاية جورجيا في الولايات المتحدة. تبلغ مساحة هذه المدينة 0.5 (كم²)، وترتفع عن سطح البحر 54 م، بلغ عدد سكانها 1123 نسمة في عام 2010 حسب إحصاء مكتب تعداد الولايات المتحدة.

## وصلات خارجية
- http://cityofremerton.com/
- Cities & Counties - Georgia.gov